# Johann Maximilian von Streit
Johann Maximilian Freiherr von Streit (* 1752 in Creußen; † 9. Mai 1833 in Weißenfels) war ein preußischer Oberst sowie über 52 Jahre bis zu seinem Tod Freimaurer.

## Militärische Laufbahn
Streit begann seine militärische Laufbahn am 1. April 1769 im Markgrafentum Brandenburg-Bayreuth. 1777 schloss er sich dem „von Seyboth'schen“ Regiment an, das Markgraf Karl Alexander von Brandenburg-Ansbach-Bayreuth für den Kampf gegen die Unabhängigkeit der amerikanischen Kolonien an den britischen König vermietete. Nach anfänglichen Erfolgen geriet er unter dem Oberbefehl von General Cornwallis am 19. Oktober 1781 zusammen mit seinem Regiment während der Schlacht bei Yorktown in Gefangenschaft, aus der er erst im Sommer 1783 wieder freigelassen wurde. Noch im selben Jahr kehrte er nach Bayreuth zurück. 1793 war er Oberst im Regiment von Reitzenstein, das sich in holländischem Auftrag an Feldzügen in Brabant und Flandern beteiligte. Bevor er 1797 nach Ansbach zurückkehrte, nahm er 1794/95 an weiteren Feldzügen am Rhein teil.
Seine Heimat, das Markgrafentum Brandenburg-Ansbach-Bayreuth, war bereits 1794 preußisch geworden und fiel 1806 an Bayern. Streit schloss sich der preußischen Armee an. 1813 war er als Major in Potsdam stationiert. Im Dienst des 4. Armeekorps unter der Division Stoschfeld war er 1813/14 an Feldzügen gegen Frankreich beteiligt. Er nahm an der Schlacht bei Hagelberg sowie an der Blockade von Magdeburg teil.
Zuletzt war er Oberstleutnant und Kommandeur des Reserve-Bataillons des 5. kurmärkischen Landwehr-Regiments. Nachdem sich das Regiment 1816 aufgelöst hatte, wurde Streit im April 1816 als Oberst pensioniert. Er wurde mit der Kriegsdenkmünze für 1813/15, dem Eisernen Kreuz sowie dem Orden der Heiligen Anna II. Klasse ausgezeichnet.

## Aktivitäten als Freimaurer
Streit wurde am 27. November 1780 Mitglied der Freimaurer-Loge „Nr. 218“ in New York. Bereits wenige Monate später, am 1. Mai 1781, gründete er eine Feldloge in seinem Regiment, in der er das Amt des Meisters vom Stuhl übernahm. In der Folge konnte auf der Grundlage eines Freibriefs von Großmeister Herzog von Atholl vom 5. September 1781 am 5. Dezember 1782 die Großloge New York gegründet werden, die sich jedoch schon Ende 1783 wieder auflöste, nachdem zahlreiche Mitglieder nach Ende des Unabhängigkeitskriegs Amerika wieder verließen.
Wieder in seiner Heimat angekommen, schloss sich Streit am 10. März 1784 in Bayreuth der Loge „Zur Sonne“ an. Dort wurde er 1786 zum Vize-Meister gewählt, eine Aufgabe, die er bis 5. Mai 1788 wahrnahm. 1797 bis 1806 leitete er in Ansbach die Loge „Alexander zu den drei Sternen“, der auch Markgraf Karl Alexander angehörte. Die Nürnberger Loge „Joseph zur Einigkeit“ nahm ihn 1802 als Ehrenmitglied auf.
Am 1. Mai 1821 war er in Wolmirstädt an der Gründung der Loge „Astraea“ beteiligt. Er galt dort als erster Meister vom Stuhl und wurde Ehrenmitglied der Großen National-Mutterloge „Zu den drei Weltkugeln“ und der Loge „Von den drei Felsen“ in Weißenfels. Letztere feierte mit ihm sein 50-jähriges Freimaurer-Jubiläum und organisierte für ihn nach seinem Tod die Trauerloge.

## Familie
Johann Maximilian von Streit stammt aus dem freiherrlichen Adelsgeschlecht der Familie von Streit. Er war das siebte und jüngste Kind des Forstmeisters Johann Casimir von Streit (1714–1790) und dessen Ehefrau Marie Sophie, geborene von Aufseß (1716–1791). Einer seiner Brüder war Johann Jakob von Streit (1740–1799), Urgroßvater von Stefanos Streit.
Am 27. November 1795 heiratete er Baronin Louise von Wallbrunn. Sie stammte aus der Familie derer von Reitzenstein und wurde am 24. Juni 1755 in Weidenbach bei Ansbach geboren. In erster Ehe war sie mit dem preußischen Oberstleutnant Eugen Reinhard von Wallbrunn (1751–1788) verheiratet, aus der ihr einziger Sohn, der preußische Oberst Louis von Wallbrunn (1783–1836) hervorging. Die Ehe mit Freiherr von Streit blieb kinderlos. Er setzte Marie Schönfeld, die Tochter eines Bürgers aus Alsleben (Saale), wohin er nach Ende seines militärischen Dienstes zog, als seine Haupterbin ein. Von 1820 bis 1828 lebte er in Wolmirstädt, bevor er nach Weißenfels an der Saale zog, wo er am 9. Mai 1833 starb. Er wurde auf dem Kirchhof in Weißenfels an der Seite seiner Frau begraben, die bereits am 28. Februar 1832 gestorben war.